# رزم‌ناو کلاس دویچلند
رزم‌ناو کلاس دویچلند (به آلمانی: Deutschland-Klasse) یک کلاس از سه رزم‌ناو نیروی دریایی آلمان بود. این کلاس در قالب محدودیت‌های اعمال شده بر آلمان بر اساس پیمان ورسای طراحی شد و کشتی‌های آن با عنوان محاوره‌ای «نبردناو جیبی»، ویژگی‌هایی بین رزم‌ناوها و نبردناوها داشتند. این «کشتی‌های زره‌پوش» از چندین ویژگی نوآورانه منحصربه‌فرد برخوردار بودند که شامل ساختاری با جوشکاری گسترده و پیش‌ران تمام دیزل می‌شد.

## پیش‌زمینه
بر خلاف رزم‌ناوهای جنگ جهانی اول که از زغال‌سنگ به عنوان سوخت استفاده می‌کردند، رزم‌ناوهای جدیدتر در دوره میان‌دوجنگ برد بیشتری داشتند و دیگر به شبکه‌ای از بنادر دوست خارجی برای سوخت‌گیری وابسته نبودند. در میان فرماندهی عالی آلمان چنین تصور می‌شد که اگر از رزم‌ناوهای آلمانی با تانکرها و کشتی‌های تدارکاتی پشتیبانی شود و سوخت‌گیری در دریا صورت گیرد، امکان پیمایش مسافت گسترده‌ای توسط آن‌ها و حمله به کاروان‌های تجاری حیاتی بریتانیا، رقیب اصلی دریایی، فراهم می‌آید. این مسئله منوط به دستیابی به کشتی‌های مناسب بدین منظور بود. از این رو، رایشس‌مارینه، نیروی دریایی جمهوری وایمار، حاکمیت آلمان پس از جنگ جهانی اول، به رهبری دریابد اریش ردر، شروع به پیگیری طرح‌هایی جهت ساخت کشتی‌هایی مخصوص حمله به کاروان‌های تجاری کرد. در این زمان میل سیاسی چندانی برای بازسازی نیروی دریایی وجود نداشت اما این نیرو اجازه یافته بود کشتی‌های جنگی قدیمی خود را نوسازی نماید. کشتی جدید رسماً جایگزینی نبردناو پرویسن که به عنوان شناور دفاع ساحلی خدمت می‌کرد، می‌شد. رزم‌ناوهای سبک و قایق‌های اژدرافکن به عنوان موثرترین شیوه استفاده از منابع و نفرات در دسترس، در اولویت رایشس‌مارینه پس از جنگِ آلمان قرار گرفت. این کشتی‌ها ارزان‌تر بودند و با سرعت بیشتری وارد خدمت‌می‌شدند.

## طراحی
پس از جنگ جهانی اول بر اساس محدودیت‌های پیمان ورسای، نیروی دریایی آلمان از داشتن کشتی‌های جنگی با وزن معمول بیش از ۱۰٬۰۰۰ تن منع شده بود. این درحالی بود که بر مبنای پیمان‌های دریایی، قدرت‌های غربی می‌توانستند نبردناوهایی با سه برابر این میزان وزن داشته باشند. درحالیکه پیمان دریایی واشینگتن در سال ۱۹۲۲ حداکثر کالیبر ۸ اینچ (۲۰۳ میلی‌متر) را بر توپ رزم‌ناوهای قدرت‌های دریایی مشخص کرده بود، در پیمان ورسای هیچ محدودیتی در کالیبر توپ‌های بزرگ برای آلمان اعمال نگشته بود. رایشس‌مارینه در دهه ۱۹۲۰ تلاش کرد با ترکیب تسلیحات، زره، طول و عرض‌های مختلف، یک کشتی بزرگ مؤثر در قالب محدودیت‌ها طراحی نماید. امکان ساخت یک مانیتور سنگین یا یک رزم‌ناو سنگین بررسی و رد شد. در نهایت طراحی یک «کشتی زره‌پوش» مطرح گردید. به تصمیم دریابد هانس سنکر، رئیس فرماندهی نیروی دریایی، با فدا کردن نسبی تسلیحات و زره، تأکید بر سرعت کشتی نهاده شد. بدین ترتیب طراحان آلمانی تصمیم به ساخت یک کشتی با تسلیحات قدرتمندتری از هر رزم‌ناو دیگر و پر سرعت‌تر از هر نبردناو دیگر گرفتند. چنین طرحی حاصل از مسامحه سیاسی و فنی بود.
به دنبال دستیابی به برد بلندتر، این کشتی می‌بایست از پیش‌ران دیزل نه تنها برای حرکت معمول، بلکه به عنوان نیروی محرکه اصلی استفاده می‌کرد. توپ‌های اصلی ۲۸ سانتی‌متری در طرح کشتی قرار گرفت چرا که سابقه به‌کارگیری خوبی در آلمان داشت و مهمات آن قابلیت خود را به اثبات رسانده‌بود.
مشخصات کلی طرح، آوریل ۱۹۲۸:
- وزن: ۱۰٬۰۰۰ تن
- ابعاد:
  - طول:
    - کلی: ۱۸۵٫۷ متر
    - خط آب: ۱۸۱٫۷ متر

  - عرض:
    - حداکثر: ۲۰٫۵ متر
    - خط آب: ۲۰ متر

  - آبخور: ۵٫۷۷ متر
- تسلیحات:
  - ۶ × توپ دریایی ۲۸۰ میلی‌متری L/50 در دو برجک سه‌لول
  - ۸ × توپ دریایی ۱۵۰ میلی‌متری L/55 در برجک‌های تک‌لول
  - ۳ × توپ ضدهوایی ۸۸ میلی‌متری L/75 در برجک‌های تک‌لول
  - ۴ × توپ ضدهوایی ۳۷ میلی‌متری L/83 در دو برجک دو لول
  - ۶ × اژدرانداز ۵۳۳ میلی‌متری در دو جایگاه سه‌لول
- پیش‌ران: دیزل، دو میل کاردان (۵۴٬۰۰۰ اسب بخار ترمزی هر میل کاردان)
- سرعت: ۲۶ گره
- برد:
  - ۱۷٬۵۰۰ مایل دریایی در سرعت ۱۳ گره
  - ۱۶٬۵۰۰ مایل دریایی در سرعت ۱۴ گره
  - ۱۰٬۰۰۰ مایل دریایی در سرعت ۲۰ گره

## کلاس‌بندی
کلاس دویچلند با توجه به ویژگی‌های ترکیبی به شکل دقیقی در هیچ‌یک از کلاس‌های کشتی‌های جنگی موجود جای نمی‌گرفت. رسانه‌های بریتانیایی با اشاره به وزن و تسلیحات نسبتاً کم، به شکل استهزا آمیزی آن را «نبردناو جیبی» نامیدند. به هر صورت کریگس‌مارینه در ابتدا آن را در کلاس «رزم‌ناو زره‌پوش» قرار داد. روز ۱۵ فوریه رسماً اعلام شد کلاس این کشتی‌ها به رزم‌ناو سنگین تغییر کرده‌است.

## ویژگی‌ها

### تسلیحات
در این کلاس توپ‌های اصلی ۲۸۰ میلی‌متری در دو برجک سه‌لول در جلو و عقب کشتی قرار داشتند. استفاده از برجک‌های سه‌لول طول کشتی را کمتر کرد و در نتیجه وزن آن را کاهش داد. این توپ‌ها با هشت توپ ۱۵۰ میلی‌متری در برجک‌های تک‌لول در مرکز کشتی (چهار توپ در هر طرف) پشتیبانی می‌شدند. تسلیحات نوین ضدهوایی در مقیاس رزم‌ناوهای هم‌عصر نصب گشت. این تسلیحات ضدهوایی شامل هشت توپ سبک نیمه‌خودکار ۳۷ میلی‌متری C30 در برجک‌های دو لول در جلو و عقب سازه فوقانی بود. اژدراندازهایی نیز جهت حمله به کشتی‌های تجاری نصب شدند. این تسلیحات شامل هشت اژدرانداز در دو جایگاه چهارتایی در عقب کشتی بود.
| -                            | اصلی    | ثانویه  | ضدهوایی سنگین | ضدهوایی سبک |
| کالیبر (س‌م)                  | ۲۸      | ۱۵      | ۸٫۸           | ۳٫۷         |
| نوع برجک                     | C28     | C28     | C30           | C13         |
| طول لوله (کالیبر)            | ۵۲٫۳۵   | ۵۵      | ۷۶            | ۸۳          |
| سرعت گلوله هنگام شلیک (م/ث)  | ۹۱۰     | ۸۷۵     | ۷۹۰           | ۱۰۰۰        |
| بالا و پایین شدن لوله (درجه) | ۱۰-/۴۰+ | ۱۰-/۳۵+ | ۱۰-/۷۰+       | ۱۰-/۸۵+     |
| نرخ آتش (گ/د)                | ۲       | ۱۰      | -             | ۱۶۰         |
| وزن پرتابه (ک‌گ)              | ۳۰۰     | ۴۵٫۳    | ۹             | ۰٫۷۴        |
| تعداد (گ/ت)                  | ۱۰۵–۱۲۰ | ۱۰۰–۱۵۰ | -             | -           |

کنترل آتش تسلیحات اصلی با دو مسافت‌یاب ۱۰ متری، یکی در دکل پیشین و دیگری بر روی سازه فوقانی پسین، تنظیم می‌شد. هر برجک نیز یک مسافت‌یاب ۱۰٫۵ متری برای کنترل محلی داشت. یک مسافت‌یاب ۷ متری برای توپ‌های ۱۵۰ میلی‌متری جلوی پل فرماندهی و دو مسافت‌یاب ۳ متری هم برای توپ‌های ضدهوایی یکی در عقب و یکی در جلو، تعبیه گشت.

### محافظت
زره در معیار ناو به‌کارگرفته شد تا تاب آتش توپ‌های ۲۰۳ میلی‌متری را داشته باشد. کمربند زرهی با زاویه، حداکثر در میانه کشتی ۸۰ میلی‌متر و در کمترین میزان در زیر خط آب ۵۰ میلی‌متر ضخامت داشت. ضخامت این کمربند در عقب کشتی ابتدا به ۶۰ میلی‌متر و سپس به ۳۰ تا ۵۰ میلی‌متر و در جلوی آن به ۱۰ میلی‌متر کاهش میافت. کمربند با یک دیوارپوش اژدر به ضخامت حداکثر ۴۵ میلی‌متر در طرف داخل کمربند اصلی و یک دیوارپوش زرهی ۴۰ میلی‌متری بین عرشه زرهی و عرشه بالایی تقویت شده بود. محافظت افقی شامل یک عرشه زرهی ۳۰ میلی‌متری در درون کشتی در اطراف سیتادل می‌شد که ضخامت آن در طرف بیرونی ۴۵ میلی‌متر بود. به دلیل محدودیت وزن، عرشه زرهی دو کشتی نخست تا انتهای اطراف کشتی امتداد نیافت و تا طرف بالایی دیوارپوش زاویه‌دار اژدر می‌رسید. کشتی سوم، ادمیرال گراف اشپی، مقداری بزرگ‌تر بود و افزایش عرض آن این امکان را می‌داد عرشه زرهی تا الحاق به کمربند زرهی که عریض‌تر و عمیق‌تر از دو کشتی دیگر بود، امتدادیابد.

### پیش‌ران
رزم‌ناوهای کلاس دویچلند از منظر پیش‌ران دیزل در میان کشتی‌های بزرگ دوره میان‌دوجنگ منحصر به فرد بودند. به هر صورت، نوع دریایی این پیش‌ران همچنان در مراحل اولیه توسعه قرار داشت و نمونه‌هایی که در کلاس دویچلند استفاده شد سنگین، جاگیر (مخصوصا از نظر بلندی) و مستعد خرابی بود. با این حال، همین پیش‌ران سبب برد بلند و سرعت نسبتاً زیاد این کشتی‌ها گشت و آن‌ها را مناسب حمله به خطوط تجاری دشمن ساخت.
ترکیب نیرو محرکه شامل هشت موتور ۹ سیلندر دو طرفه دو زمانه ام‌آان M9Z42/58 در دو دست بود که هر کدام یک پروانه چهار متری را به گردش درمی‌آوردند. هر موتور توانی حدود ۷۰۰۰ اسب بخار ترمزی داشت و می‌توانست میل کاردان را حد اکثر ۲۵۰ دور بر دقیقه بچرخاند.

### رادار
پیش‌نمونه رادار جستجوی سطحی زی‌تَکت سال ۱۹۳۶ وارد کاربرد دریایی و بر گراف اشپی نصب شد. این رادار از لحاظ نظری می‌توانست شناورهای سطحی را تا فاصله ۱۰ مایل دریایی (۱۸٫۵ کیلومتر) دریایی شناسایی کند اما در ابتدا دچار مشکلاتی بود. سال ۱۹۳۹ نمونه بهتر فومو ۲۲ ارائه گرید که برد جستجوی سطحی تا ۱۳ مایل دریایی (۲۴٫۱ کیلومتر) داشت. این رادار بر هر سه کشتی کلاس دویچلند نصب شد. با این وجود که کشتی‌های جنگی بریتانیایی معمولا تجهیزات راداری بهتری داشتند، استفاده این رادارها به کشتی‌های کلاس در حملات به کاروان‌ها، مخصوصا در شب، مزیت نسبی می‌داد. به هر صورت این تجهیزات قابلیت هدایت آتش محدودی داشتند و به اندازه مسافت‌یاب‌های نوری مرسوم اتکاپذیر نبودند. دویچلند و گراف اشپی از سال ۱۹۴۰ به رادار فومو ۲۶ مجهز شدند که قابلیت هدایت آتش بهبود یافته و برد بلندتر ۱۷ مایل دریایی (۳۱٫۵ کیلومتر) داشت.

### هواگرد شناسایی
در این کلاس یک منجنیق چرخان در میانه کشتی با دو هواگرد شناسایی وجود داشت. این هواگردها از گونه آب‌نشین آرادو آر ۱۹۶ برد ۵۸۰ مایل دریایی (۱٬۰۷۰ کیلومتر) داشتند و برای جست‌وجوی کاروان‌ها و کشتی‌هایی جنگی در حال نزدیک شدن به‌کار می‌رفتند. از آن‌ها همچنین برای کمک به هدایت آتش توپ‌ها علیه اهداف استفاده می‌شد.

## ساخت

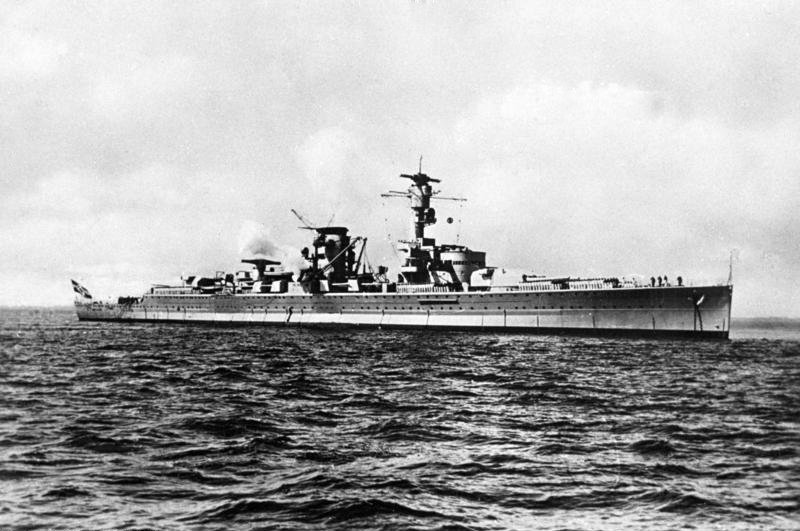
کشتی زره‌پوش دویچلند

بدنه کشتی‌های این کلاس با قاب‌بندی طولی معمولی ساخته شد. استفاده از ساختاری تمام‌جوش موجب کاهش وزن گردید. به‌کارگیری گسترده جوشکاری الکتریکی تنها در قسمت بدنه سبب شد ۱۵ درصد وزن کاهش پیدا کند. با این حال وزن دویچلند، نخستین کشتی کلاس که کار ساخت آن سال ۱۹۲۹ آغاز شد، حدود ۲۰ درصد از محدوده مقرر شده بیشتر بود. بریتانیا و فرانسه هیچ اعتراض رسمی از این بابت مطرح نساختند تا آلمان به زودی دو کشتی مشابه دیگر از این کلاس بسازد.
سه کشتی این کلاس در جزئیات دارای تفاوت‌های قابل ملاحظه‌ای بودند. مشهودترین تفاوت مربوط به سازه فوقانی پیشین می‌شد. طرح اولیه شامل یک برجک هدایت لوله‌ای و تیرکی‌شکل می‌شد که تنها در دویچلند، نخستین کشتی کلاس، به کار رفت. دو کشتی بعدی برجک مخطروطی شکل با عرشه‌های سربسته داشتند. پل فرماندهی و دودکش در کشتی نخست تا حدی جلوتر از دو کشتی خواهر آن بود. دویچلند بدون برجک اصلی تکمیل شد؛ درحالی‌که در دو کشتی دیگر جلوی دودکش یک تیرک سبک با سکوی متصل به آن با ارتفاع حدودا دو سوم دودکش داشتند. تسلیحات نیز در بین کشتی‌های کلاس تفاوت داشت. در دویچلند از توپ‌های ضدهوایی تک‌لول ۸.۸ سانتی‌متری سی۱۳ (C13) استفاده شد؛ درحالی‌که مدل ارتقا یافته دو لول سی۲۵ (C25) به شییر تعلق گرفت. گراف اشپی با سه توپ ضدهوایی دو لول ۱۰.۵ سانتی‌متری ساخته شد. در دویچلند منجنیق بین دودکش و برجک جلویی نصب شد اما در کشتی‌های خواهر در پشت دودکش بود. در طرح اولیه کالیبر اژدراندازها ۵۰ سانتی‌متر در نظر گرفته شد اما تنها در نخستین کشتی بدان صورت قرار گرفت و کشتی‌های بعدی به مدل استاندارد ۵۳٫۳ سانتی‌متری تغییر کرد. تا مدتی پس از ورود به خدمت اژدراندازهای دوچلنت محافظ زرهی نداشتند.
| کشتی              | سازنده                  | آغاز ساخت    | انداخته شدن در آب | ورود به خدمت   | هزینه (میلیون رایشس‌مارک) |
| ----------------- | ----------------------- | ------------ | ----------------- | -------------- | ------------------------ |
| دویچلند           | دویچه ورکه، کیل         | ۵ فوریه ۱۹۲۹ | ۱۹ مه ۱۹۳۱        | ۱ آوریل ۱۹۳۳   | ۸۰                       |
| ادمیرال شیر       | مارینه‌ورفت، ویلهلمس‌هافن | ۲۵ ژوئن ۱۹۳۱ | ۱ آوریل ۱۹۳۳      | ۱۲ نوامبر ۱۹۳۴ | ۹۰                       |
| ادمیرال گراف اشپی | مارینه‌ورفت، ویلهلمس‌هافن | ۱ اکتبر ۱۹۳۲ | ۳۰ ژوئن ۱۹۳۴      | ۶ ژانویه ۱۹۳۶  | ۸۲                       |

## یادداشت
1. ↑  Taschenschlachtschiff
2. ↑  فقط در دویچلند